# Дзяк, Георгий Викторович
Георгий Викторович Дзяк (20 марта 1945, Днепропетровск — 24 ноября 2016) — советский и украинский учёный-медик, ревматолог и кардиолог, педагог. Ректор Днепропетровской медицинской академии (с 1996).
Академик Академии медицинских наук Украины (1997, членкор с 1994). Член Академии медицины Польши (1998).
Доктор медицинских наук (1981), профессор (1983).
Лауреат Государственной премии Украины в области науки и техники (2003). Заслуженный деятель науки и техники Украины (1992).

## Биография
Окончил Днепропетровский медицинский институт (1968) по специальности лечебное дело. По окончании института поступил в аспирантуру на кафедру факультетской терапии. В 1970 году защитил кандидатскую диссертацию «Особенности внешнего дыхания и кардиогемодинамики у спортсменов-пловцов, подводников и водолазов». В 1980 году защитил докторскую диссертацию «Гипертрофия и дистрофия миокарда вследствие гиперфункции сердца». С 1979 года заведует кафедрой госпитальной терапии. С 1996 года и до своей кончины — ректор Днепропетровской государственной медицинской академии.
Подготовил 19 докторов и 68 кандидатов медицинских наук.
Являлся заместителем председателя Ассоциации кардиологов Украины и членом правления Украинской ассоциации специалистов по сердечной недостаточности, председателем экспертного совета ВАК Украины, председателем Проблемной комиссии МЗ и АМН Украины «Кардиология и ревматология», заместителем главного редактора «Украинской кардиологического журнала», председателем редакционного журнала «Медицинские перспективы».
Действительный член (академик) Нью-Йоркской академии наук (1995), действительный член Петровской академии наук и искусств России (1998). Почётный член Украинской академии наук (2004).
Автор более 400 научных работ, в том числе 20 монографий, 2 учебника, 15 учебных пособий по проблемам ишемической болезни сердца, артериальной гипертензии, пороков сердца, ревматоидного артрита. Автор 18 изобретений и 23 патентов.

## Научная деятельность
Основные направления научной деятельности: внутренние болезни, кардиология, ревматология. Им исследованы механизмы адаптации больных с ревматическими пороками сердца, охарактеризованы типы нарушений легочного и сердечного кровообращения, предложены средства профилактики и лечения больных ревматизмом, изучены особенности нарушений сердца при гипертонической и ишемической болезнях сердца.

### Научные труды
1. «Реография сердца и сосудов» (1977)
2. «Ревматизм и приобретенные пороки сердца» (1982)
3. «Врачебно-трудовая экспертиза в практике терапевта» (1994)
4. «Лечебная физкультура и спортивная медицина» (1995)
5. «Нестероидные противовоспалительные препараты» (1999)
6. «Тромбоэмболия легочной артерии» (2004)
7. «Фракционированные и нефракционированные гепарины в интенсивной терапии» (2005)
8. «Суточное мониторирование артериального давления» (2005)
9. «Клинико-ЭКГ синдромы» (2008)
10. «Пептиды вазопрессинового ряда и поведение» (2009)

## Награды и почётные звания

### Награды
- Орден «За заслуги» III (1997)[4] И II степени (2001);
- Орден святого Станислава IV степени (Польша, 2001);
- Орден Почёта (Приднестровская Молдавская Республика, 2009);
- Золотая медаль Альберта Швейцера за большие заслуги в деле гуманизма и медицины (1998);
- Медаль «За верную службу родному городу» (2000);
- Медаль «За заслуги в охране здоровья» академика М. Д. Стражеско (2001);
- Почётная грамота МЗ Украины (1995, 1998);
- Почётная грамота Верховной рады Украины (2003);
- Почётная грамота фонда социальной защиты поддержки и помощи учёным Украины (2004);
- Почётная грамота Кабинета Министров Украины (2005);
- Отличие председателя областной государственной администрации «За развитие региона» (2000);
- Награда международного открытия Рейтинга популярности и качества «Золотая фортуна» (2001);
- Государственная премия Украины в области науки и техники (2003);
- «Лучший работодатель года» (2005).

### Почётные звания
- Заслуженный деятель науки и техники УССР (1990);
- Почётный гражданин города Днепропетровска (2001);
- Почётный профессор Тернопольского государственного медицинского университета имени И. Я. Горбачевского[5].